# Bednár János
Bednár János (Budapest, 1886. február 12. – Budapest, 1932. február 21.) magyar festőművész. A Nemzeti Szalon alapító tagja. A Szabad Művészek Csoportjának, majd a Magyar Képzőművészek Egyesületének tagja volt.

## Életpályája
Szülei: Bednár János és Hilkó Lujza voltak. Mérnöki tanulmányokat folytatott. 1905–1908 között a Mintarajziskolában Balló Ede, Ferenczy Károly és Zemplényi Tivadar tanítványa volt. 1907-től volt kiállító művész. 1908-ban a párizsi Julian Akadémián képezte tovább magát.
Dekoratív készségről tanúskodó, elegáns, nagyvonalú aktokat, arcképeket, zsánerképeket készített. Utolsó éveiben művészete felszínesebbé vált, a nagyvárosi éjszakai élet alakjai jelentek meg festményein.

## Művei
- Farsangi jelenet (1910)
- Toilette (1911)
- Zala György szobrászművész feleségének arcképe (1912)
- Vihar (1921)
- Balatoni tájkép (1920)
- Önarckép (1926)
- Spanyol táncosnő (1930)

## Kiállításai
- 1912-1914, 1919-1921, 1926-1928, 1930-1931 Budapest

## Díjai
- Nemes Nándorné-alapítványi díj (1913, 1914, 1915)
- Fészek Díj (a Fészek-klub egyik termébe készített faliképéért, 1920)